# Записки о Московии

План Москвы из базельского издания «Записок о Московии» 1556 года. Изображены схематически Москва-река, сани и лыжники на её льду, река Неглинка, Кремль с Грановитой палатой, скот, поместная конница и окрестности Кремля

«Запи́ски о Моско́вии» (лат. Rerum Moscoviticarum Commentarii — «Запи́ски о моско́вских дела́х» или «Запи́ски о москови́тских дела́х») — книга на латинском языке, написанная в 1549 году бароном Сигизмундом фон Герберштейном, дипломатом Священной Римской империи, находившимся долгое время на Руси, в Великом княжестве Московском, кроме которого подробно описано также Великое княжество Литовское.

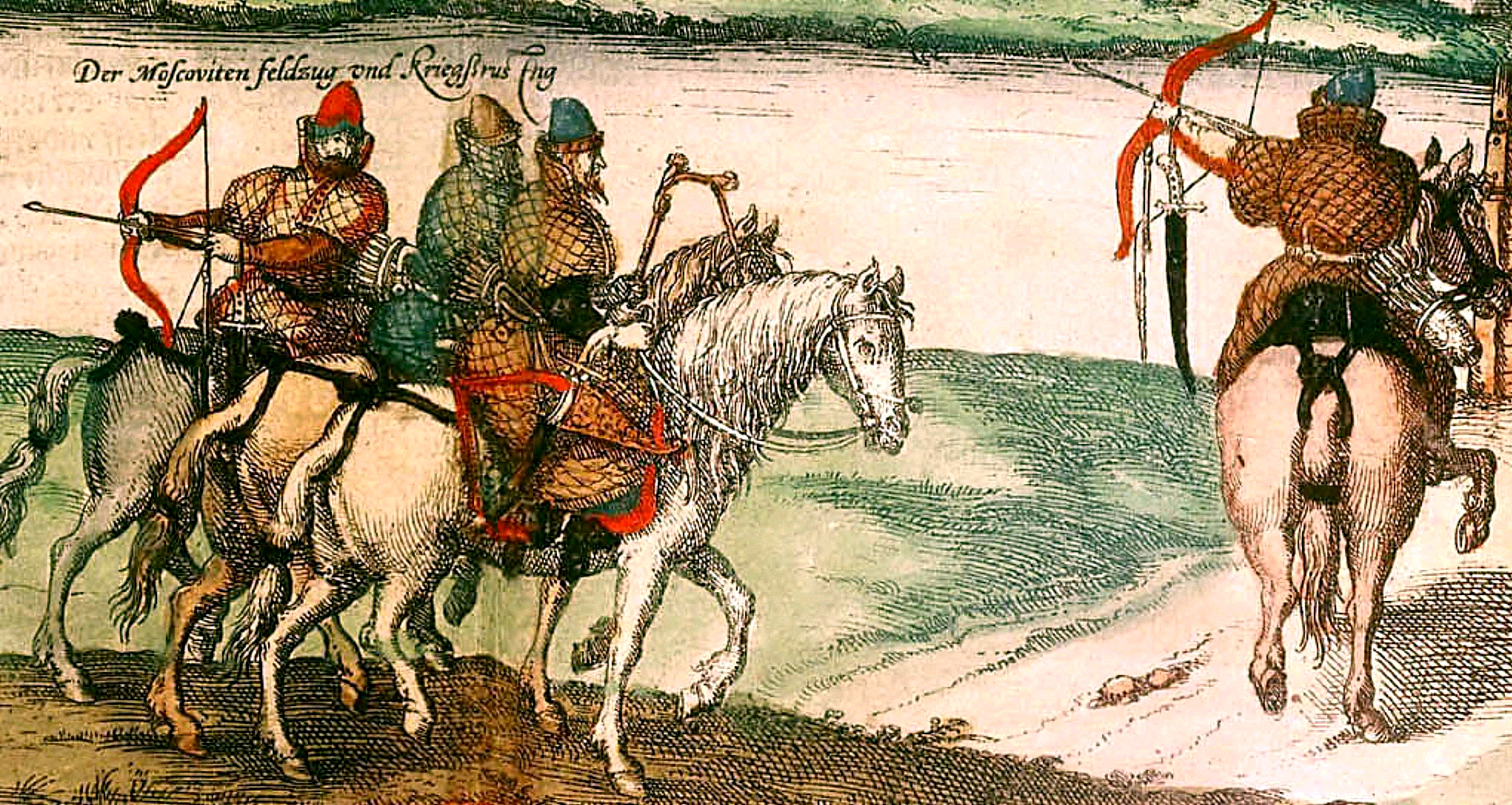
Воины русской поместной конницы. Часть иллюстрации (см. выше План Москвы) из базельского издания «Записок о Московии» Герберштейна 1556 года

## Общие сведения

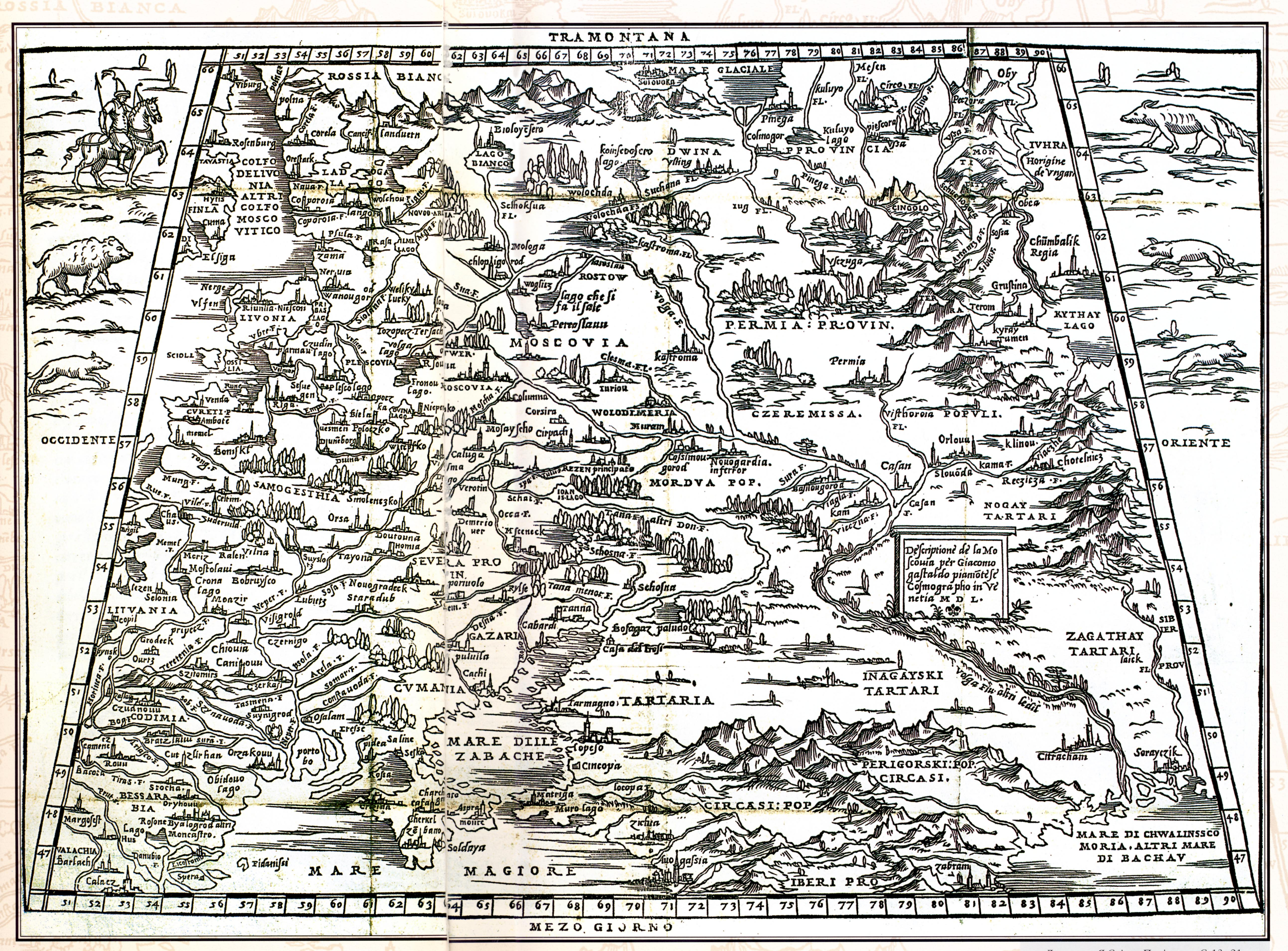
«Китайское озеро» на карте Джакомо Гастальди из итальянского издания «Записок о Московии» Герберштейна 1551 года

Герберштейн, уроженец Крайны Австрия (в нынешней Словении), в качестве посла, в составе посольства, дважды приезжал в Россию — в 1517 и в 1526 году. Владея словенским языком, он был в состоянии общаться с русскими людьми. В его эпоху о Московской Руси в государствах западной Европы было известно очень мало, а немногие из опубликованных описаний России были весьма неточными. Герберштейн проявлял большой интерес ко всему русскому и подходил к изучению жизни в Московии разными способами. Используя славянский язык, он общался с русскими, и из первоисточников открывал для западноевропейцев Россию. При этом он подчёркивал единство всего русского народа, проживающего от Карпат до Урала, говоря, что это один народ, разделённый между тремя государями[страница не указана 1558 дней]. Что и объясняет использование им как равнозначных понятий — русский, московский русский и московит, а также Русия, Московская Русия и Московия — последние пары названия народа и государства, конкретизировали то, о какой части России и русского народа идёт речь. 
Положив в основу своей книги дипломатический отчёт о России, составленный по итогам своего второго посольства, Герберштейн изучал также русские источники, что дало ему сведения, которые ранее не были известны в Западной Европе.

## Книга

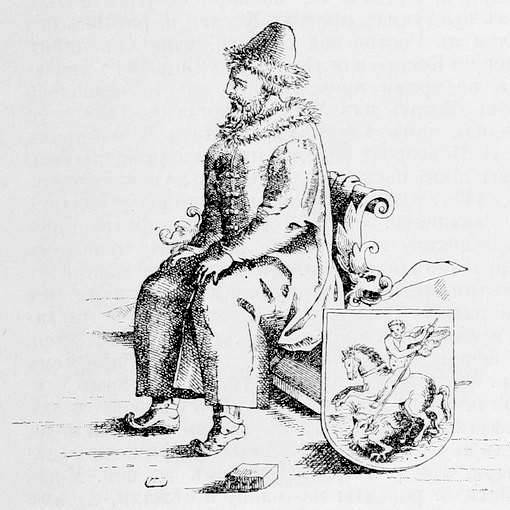
Великий московский князь Василий III. Гравюра из базельского издания «Записок о Московии» 1556 г.

В результате своих исследований Герберштейн смог создать первое всестороннее описание России, заключающее в себе сведения о военном деле, географии, этнографии, торговле, религии, обычаях, истории, политике и даже теории русской политической жизни. Значительное внимание он уделил достоинствам и недостаткам самодержавной формы правления, описав власть великого князя как всеобъемлющую.  

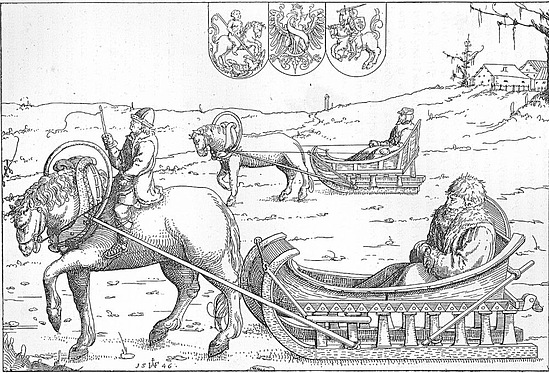
Герберштейн в русских санях. Гравюра А. Хиршфогеля из Венского издания «Записок о Московии» 1549 г.

Герберштейн не только подробно расспрашивал множество русских людей об истории и нынешнем состоянии России, но и непосредственно знакомился с русской литературой, поэтому его «Записки о Московии» содержат пересказы и переводы ряда древнерусских сочинений. В их числе — церковный устав Владимира, «Послание против Латинян» митрополита Киевского Иоанна, «Вопрошание Кириково», Судебник Ивана III, Чин поставления на великое княжение Димитрия Иоанновича (1498).

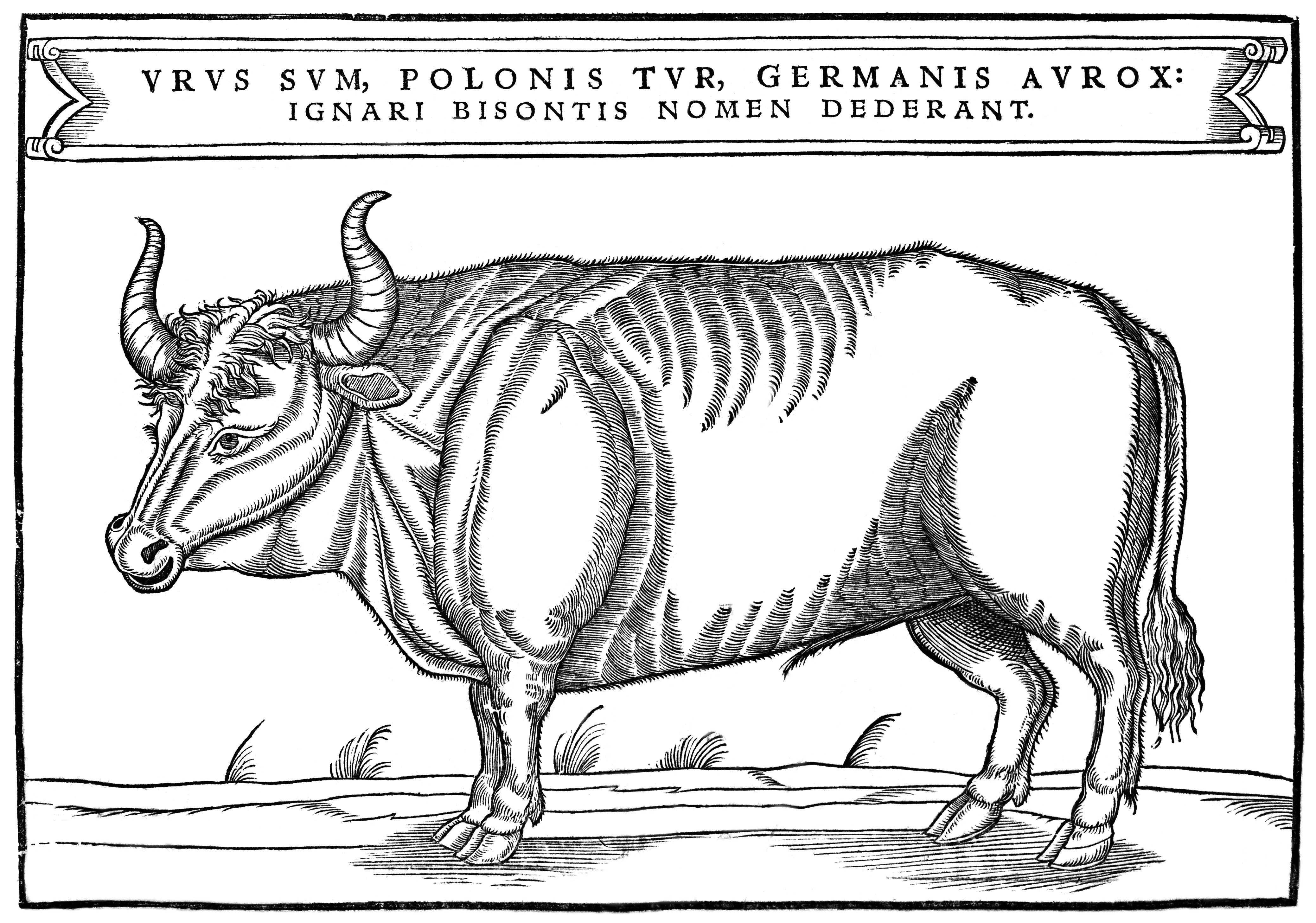
Дикий тур. Гравюра из базельского издания «Записок о Московии» 1556 г.

Как исследователь, Герберштейн занимался тщательной выверкой полученных сведений и никогда не полагался на высказывания одного человека, а доверял только проверенной информации, полученной от разных людей. Существовавшую к тому времени европейскую литературу о России он оценивал скептически, поскольку все его предшественники сообщали об этой стране, как правило, с чужих слов. В противоположность им, он старался добывать необходимую информацию самостоятельно. Некоторые из приводимых Герберштейном сообщений, в частности, о размерах церковных и монастырских земельных владений в России первой четверти XVI века, являются уникальными. Предметом интересов любознательного барона, помимо военно-политических и историко-географических, являлись естественнонаучные сведения, сверх того, он отличался заметной веротерпимостью, что позволяло ему представить объективную картину религиозной жизни русских. 
Сочинение Герберштейна пользовалось большой популярностью: только в XVI столетии оно выдержало 13 изданий, шесть латинских, первое из которых увидело свет в 1549 году в Вене, пять немецких и два итальянских. На немецкий язык оно переведено было в 1557 году самим автором. Наиболее полным было расширенное третье базельское издание 1556 года на латинском языке, заключавшее в себе подробную хорографию и карты Русского государства; в немецкоязычном же издании 1557 года, рассчитанном на широкого читателя, политические рассуждения были опущены. 
На русский язык его впервые перевёл в 1748 году старший переводчик Петербургской Академии наук К. А. Кондратович, использовавший базельское латиноязычное издание 1571 года, но перевод его так и не был напечатан. Лишь в 1785 году увидел свет перевод Л. И. Бакмейстера, выполненный по личному указанию императрицы Екатерины II с базельских латинского и немецкого изданий 1567 года и переизданный в 1796 году. Лучшим русским переводом признаётся выполненный филологом и библиографом А. И. Малеиным по базельскому изданию 1556 года, выпущенный в 1908 году в Санкт-Петербурге издательством А. С. Суворина и переизданный в 1988 году издательством МГУ под редакцией историков А. Л. Хорошкевич и А. В. Назаренко. В 2008 году он снова был опубликован в двух томах московским издательством «Памятники исторической мысли», с приложением оригинальных латинского и немецкого текстов, а также исследовательских статей.
В течение долгого времени труд Герберштейна оставался в Европе основным источником знаний о России. Уже в 1518 году, после первого посольства Герберштейна, его рассказы о практически неизвестной тогдашним европейцам Московии заинтересовали европейских учёных-гуманистов, в частности, Ульриха фон Гуттена. «Записки о Московии» Герберштейна пересказывали в своих сочинениях итальянский военный деятель на польской службе Алессандро Гваньини, папский нунций Антонио Поссевино, шведский посол Петрей де Ерлезунда, голштинский путешественник Адам Олеарий и австрийский дипломат Августин Мейерберг и другие посещавшие её иностранные дипломаты и путешественники.

## Переводы
После издания на латыни книга быстро приобрела популярность в империи. В 1550 году она была переведена на итальянский, в 1557 году — на немецкий языки.

### Переводы на русский язык
- В 1748 году вышел перевод Кирияка Кондратовича с базельского латиноязычного издания 1571 года[19].

- Другой русский перевод инициировала в 1784 году Екатерина II, первое издание вышло в 1785 году (с допечаткой в 1786 году), второе — в 1796 году. Перевод вёлся одновременно с латино- и немецкоязычного источников, изданных в Базеле в 1567 году. Выполнен группой переводчиков под руководством Логина Бакмейстера[20].

- Известно о существовании рукописного перевода Ф. Фовитского, 1818 г[21].
- В 1866 году вышел перевод И. Анонимова с латинского Базельского издания 1556 года[22].

## Содержание
Рассматривая происхождение слова Россия, Герберштейн приводит следующие версии:
1. От имени собственного Рус (лат. Ruſſo).
2. От города Русса.
3. Искажение от Роксолании (лат. Roxolania).
4. От слова «рассеяние», «разброс».

К отличительным особенностям русских (потомков Яфета) он относил славянское наречие и христианство греческого обряда. Россией он называл территорию между Сарматскими горами, рекой Ра (Rha Volga) и Северным морем. Россией владеют три царя: московский, литовский и польский. Затем Герберштейн пересказывает сюжет русских летописей о призвании Рюрика, княгине Ольге, походах Святослава, принятии христианства Владимиром, междоусобицах, нашествии Батыя, борьбе Дмитрия Донского, восстановлении монархии при Василии Слепом, расширении Московии при Иване Великом. Подробно он останавливается на Оршанской битве (1514). Герберштейн удивляется, что русские весьма почитают своего великого князя, называя его Белым Царём (Albus rex), хотя «властью, которую он имеет над своими подданными, он далеко превосходит всех монархов целого мира» и «всех одинаково гнетёт жестоким рабством», полагая, что воля его — есть воля бога.
В 1540-х годах составил карту Сибири, на которой, в соответствии с ошибочными географическими представлениями той эпохи, в верховьях реки Оби изображено было огромное озеро, названное им «Китайским» (Kitai lacus), неподалёку от которого располагался город «Кумбалик» (Ханбалык), совр. Пекин.
В описании карты, основанном на т. н. «Югорском дорожнике», в частности, сообщалось:

«Оставив Сосьву справа, доберешься до реки Оби, которая берет начало из Китайского озера. Через эту реку они едва переправились за целый день, да и то при быстрой езде: она столь широка, что тянется почти на восемьдесят верст. По ней также живут народы вогуличи и югричи. Если подниматься от Обской крепости по реке Оби к устью реки Иртыша, в который впадает Сосьва, то это займет три месяца пути. В этих местах находятся две крепости: Ером и Тюмень, которыми владеют господа князья югорские, платящие, как говорят, дань великому князю. Там водится великое множество зверей и добывается огромное количество мехов. От устья реки Иртыша до крепости Грустина два месяца пути, отсюда до Китайского озера по реке Оби, которая, как я сказал, берет свое начало из этого озера, более трех месяцев пути...»
Карта эта использовалась, в частности, мореплавателями лондонской «Московской компании», намеревавшейся найти так называемый Северо-восточный проход к Китаю и Индии, чтобы разрушить торговую монополию Испании и Португалии, и снарядившей в 1553 году экспедицию Х. Уиллоби и Р. Ченслера.

## Москва
«Если провести прямую линию от устья Танаиса (Дона) к его истокам, то окажется, что Москва расположена в Азии, а не в Европе», – Сигизмунд Герберштейн. «Записки о Москве» 1549 год.
Московия им мыслилась частью Золотой Орды. В состав Московии тогда входили:
- Белоозеро (Вологодская область),
- Булгария (Татарстан, Чувашия)
- Владимир (Владимирская область)
- Вятка (Кировская область),
- Кондиния, Удория (Ханты-Мансийский округ),
- Новгород (Новгородская, Ленинградская область),
- Москва (Московская область),
- Обдорск (Ямало-Ненецкий автономный округ),
- Пермь (Республика Коми),
- Псков (Псковская область),
- Ржев, Тверь (Тверская область)
- Ростов, Ярославль (Ярославская область)
- Рязань (Рязанская область)
- Смоленск (Смоленская область),
- Чернигов (Северщина),
- Югра (Архангельская область)

## Издания
- Записки о Московии (Rerum Moscoviticarum Commentarii) барона Герберштейна / Пер. И. Анонимова. — СПб.: Тип. В. Безобразова и комп., 1866. — 256 с.
- Записки о московитских делах, составленные Сигизмундом вольным бароном в Герберштейне, Нейперге и Гюттенгаге // Барон Сигизмунд Герберштейн. Записки о московитских делах; Павел Иовий Новокомский. Книга о московитском посольстве / Пер. А. И. Малеина. — 1-е изд. — СПб.: Издание А. С. Суворина, 1908. — С. 1—247. — xlii, 382 с.
- Герберштейн С. Записки о Московии / Пер. с нем. А. И. Малеина, А. В. Назаренко. — М.: Изд-во МГУ, 1988. — 430 с.: ил. — ISBN 5-211-00183-4.
- Герберштейн С. Записки о Московии: В 2-х томах / Российская академия наук. Институт славяноведения. — Т. 1. Латинский и немецкий тексты, русские переводы с латинского А. И. Малеина и A. B. Назаренко, с ранненововерхненемецкого A. B. Назаренко / Под ред. А. Л. Хорошкевич. — М.: Памятники исторической мысли, 2008. — 776 с. — ISBN 978-5-88451-242-9.
- Герберштейн С. Записки о Московии: В 2-х томах / Российская академия наук. Институт славяноведения. — Т. 2. Статьи, комментарий, приложения, указатели, карты / Под ред. А. Л. Хорошкевич. — М.: Памятники исторической мысли, 2008. — 656 с. — ISBN 978-5-88451-242-9.